# طاسکوه
طاسکوه (تاسکوه)، روستایی از توابع بخش مرکزی شهرستان ماسال در استان گیلان ایران است.
اﯾﻦ ﻣﻨﻄﻘﻪ در ارﺗﻔﺎع  144  ﻣﺘﺮی از ﺳﻄﺢ درﯾﺎی آزاد و پنج کیلومتری ﺷﻬﺮ ﻣﺎﺳﺎل ﻗﺮار دارد. تاسکوه روﺳﺘﺎﯾﯽ کوه‌پایه‌ای، آﺑﺎد و ﭘﺮروﻧﻖ اﺳﺖ. ﺑﯿﺸﺘﺮ ﻣﺴﺎﺣﺖ روﺳﺘﺎ ﺑﻪ کشاورزی (ﺷﺎﻟﯽ کاری) اﺧﺘﺼﺎص دارد. اﻃﺮاف روﺳﺘﺎ ﺑﻪ وﺳﯿﻠﻪ ﺟﻨﮕﻞ اﺣﺎﻃﻪ ﺷﺪه اﺳﺖ.

## جمعیت
این روستا در دهستان ماسال قرار دارد و براساس سرشماری مرکز آمار ایران در سال ۱۳۸۵، جمعیت آن ۴۰۶ نفر (۱۰۸خانوار) بوده‌است.(براساس تقریب 1398، جمعیت فعلی 1400 (210 خانوار))

## امکانات سیاسی، خدماتی و رفاهی
تاسکوه مرکز دهستانی به نام تاسکوه است که شامل موارد زیر است:
- دهیاری و شورای دهستان (دهیار: علی صفری)
- مرکز بهداشت
- بهیاری
- آتشنشانی
- مرکز هلال احمر
- تعاونی اتوبوسرانی
- جایگاه عرضه سوخت بنزین و گازوئیل
- چندین هتل و رستوران
- مرکز مخابرات
- پست بانک
- دفترپیشخوان دولت
- کتابخانه